# Eurhopalothrix browni
Eurhopalothrix browni är en myrart som beskrevs av Taylor 1990. Eurhopalothrix browni ingår i släktet Eurhopalothrix och familjen myror. Inga underarter finns listade i Catalogue of Life.